# Osberht
Osberht (mort el 21 de març del 867) fou rei de Northúmbria a mitjan segle ix. Les fonts històriques sobre aquest període de Northúmbria són molt limitades, així que les dates del seu regnat i ascendència son qüestionables. 

## Cròniques
Osberht va esdevenir rei després que Aethelred II, fill d'Eanred fos assassinat. La data exacta de la mort d'Etelred no és segura, però és generalment acceptada com el 848. Tanmateix, el cronista Simeó de Durham esmenta que «Etelred, fill d'Eanred, va regnar nou anys. Quan fou assassinat, Osbryht va ocupar el tron per tretze anys» i aclareix que el 854 fou «el cinquè any sota el regnat d'Osbert, el successor d'Etelred, a qui havien donat mort.»
Poc és sabut del seu regnat. Simeó declara que "Osbert havia gosat enfrontar-se a l'església i prendre terres de Wercewurde i Tillemuthe". L'obra Historia de Sancto Cuthberto data l'ocupació d'aquestes terres durant l'any abans de la mort d'Osberht. Osberht va ser deposat per Aella, a qui algunes fonts identifiquen com el seu germà.
El gran exèrcit pagà va desembarcar a Northúmbria l'estiu del 866, ocupant York el 21 de novembre. Fonts històriques com Simeó de Durham, la Crònica anglosaxona, Asser, i Æthelweard donen versions d'aquests esdeveniments. Simeó, en la seva obra Historia Regum Anglorum, relata la batalla del 21 de març del 867, en què Osberht i Aella, temporalment aliats, van trobar la mort a mans dels vikings:

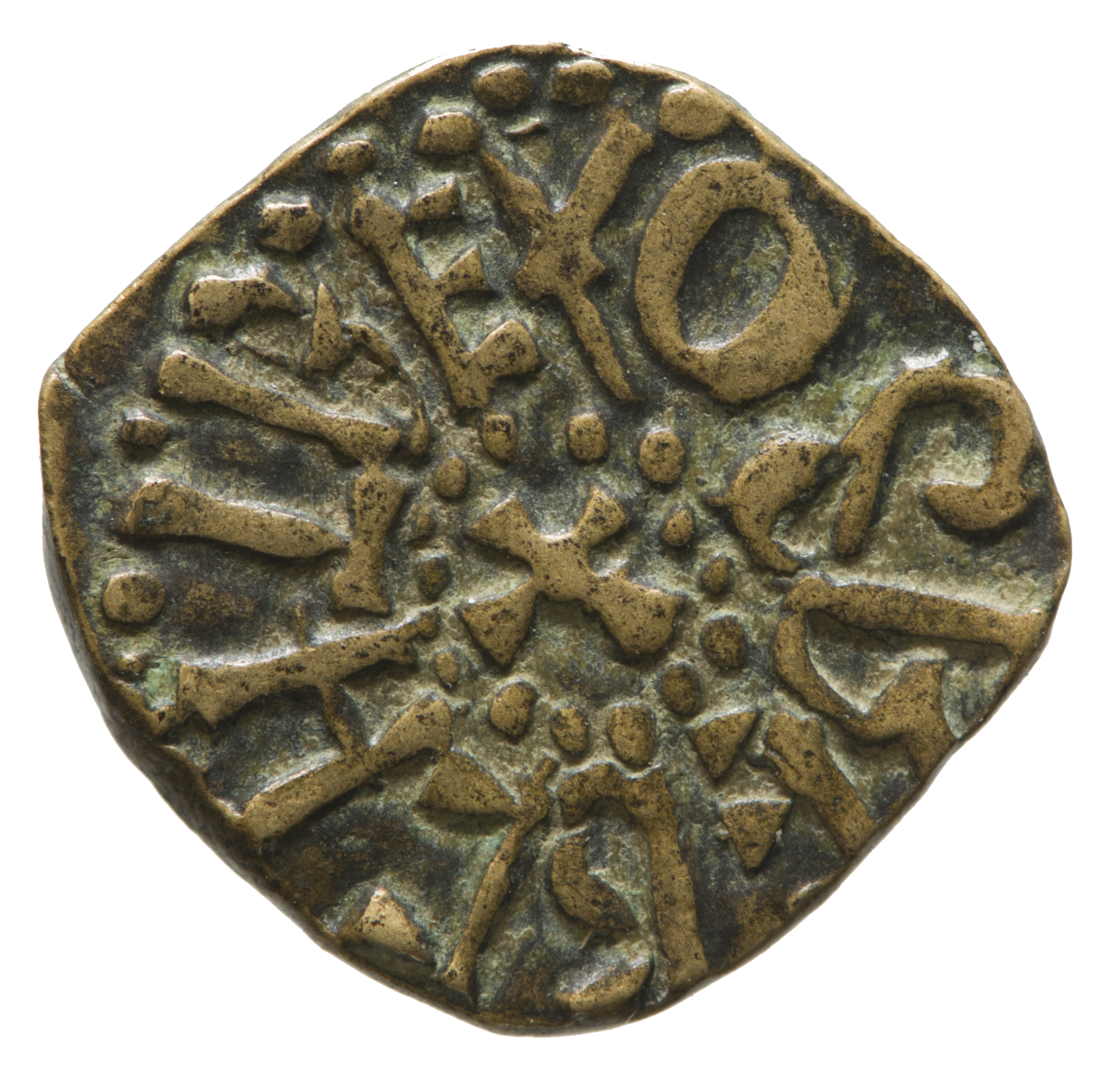
Moneda del rei Osberht, feta amb aliatge de coure.

«En aquells dies, els northumbris havien expulsat violentament el vertader rei de la seva nació, Osbryht de nom, i havien col·locat al capdavant del regne un tirà anomenat Aella. Quan els pagans van arribar al regne, la disputa entre els reis va arribar a la seva fi gràcies al consell diví i l'ajut dels nobles. Els reis Osbryht i Aella, havent-hi unit les seves forces i format un exèrcit, van marxar cap a la ciutat de York; davant d'això, la multitud de vikings immediatament van començar a fugir. Els cristians, percebent la seva fugida i terror, s'adonaren que eren el bàndol més fort. Van lluitar ferotgement, i ambdós reis van caure morts. Els que es van salvar, feren pau amb el danesos.»
El rei Osbehrt pot haver-hi estat enterrat a Thornhill, Yorkshire. Un rar grup de làpides d'aquella era, una d'elles portant el seu nom, va ser descoberta en temps victorians en el cementiri de l'antiga església de St Michael i Tots els Àngels, on encara són accessibles al públic.
Després de la victòria, els vikings van imposar Ecgberht, un rei titella, per governar Northúmbria.

## Sagues
La saga Ragnarssona þáttr (El Conte dels fills de Ragnar) afegeix bastant més detalls a la conquesta de York. Aquesta gesta s'associa a la figura llegendària de Ragnar Lodbrok i els seus fills, Hvitserk, Björn Ironside, Sigurd Serp-dins-l'Ull, Ivar el Desossat, i Ubbe. Segons aquestes històries, Ragnar fou capturat i assassinat per Aella, fet que va provocar la invasió de York del 866 per un exèrcit liderat pels fills de Ragnar, que van venjar la seva mort sotmetent Aella al ritual de l'àguila de sang.
Les fonts documentals angleses, però, narren que Aella i Osberht van morir en batalla. La Crònica anglosaxona declara que «tots dos reis van morir allà mateix.» La figura principal en la suposada revenja filial recau en Ivar, que és de vegades associat amb el dirigent Ímar, germà d'Amlaíb Conung.
La Crònica anglosaxona no fa referència als capitosts vikings a Northúmbria, però declara que «Hingwar i Hubba» donaren mort al rei Edmund (Sant Edmund), de l'Ànglia de l'Est, alguns anys més tard.Hubba (Ubbe Ragnarson) és citat per Abó de Fleury i en l'obra Historia de Sancto Cuthberto. Per la seva part, Símeó de Durham llista els següents dirigents dels vikings: «Halfdene, Inguar (Ivar el Desossat), Hubba (Ubbe), Beicsecg, Guthrun (Guthrum el Vell), Oscytell, Amund, Sidroc i un altre duc del mateix nom, Osbern, Frana, i Harold.»